# The Hollywood Revue of 1929
The Hollywood Revue of 1929 ist ein früher US-amerikanischer Tonfilm aus dem Jahr 1929. Es handelt sich dabei um eine mit filmischen Mitteln realisierte Revue ohne Rahmenhandlung. Einige Sequenzen wurden in 2-Farben Technicolor gedreht.
Der Erfolg war stilbildend für ein Genre der musikalischen All-Star-Revue, die während der frühen Tonfilmtage und in den 1940er Jahren populär war. Für den deutschsprachigen Markt produzierte das Studio Ende 1930 mit Wir schalten um auf Hollywood einen mit einer Handlung verbundenen Film, der teilweise Passagen aus The Hollwood Revue of 1929 enthält, ansonsten jedoch eine gänzlich andere Besetzung hat, also keinen Versionenfilm.

## Inhalt
Der Film ist inhaltlich kein Spielfilm, sondern als Revue eine lose Aneinanderreihung von Sketchen und Gesangsnummern. Die beiden Schauspieler Conrad Nagel und Jack Benny führen als Conférenciers durch das Programm. Die Handlung besteht wie bei einer Vaudevilleshow aus zwei Teilen.
Die Revue beginnt mit einer Totalen auf einen geschlossenen Bühnenvorhang. Mit dem Einsetzen der Musik hebt sich der Vorhang und die Hollywood Revue von 1929 eröffnet mit einem Ministelchor, gefolgt vom Auftritt der beiden Showmaster Jack Benny und Conrad Nagel, die die Zuschauer durch die Revue führen werden. Gleich zu Beginn hat Joan Crawford ihren Auftritt mit der Gesangs- und Tanznummer I Gotta Feelin' for You. Im weiteren Verlauf des ersten Aktes tritt unter anderem Marion Davies auf und singt Tommy Atkins on Parade, begleitet von männlichen Tänzern. Später haben auch Laurel und Hardy einen Auftritt. Mit dem Schlussapplaus fällt der Vorhang und der erste Akt ist beendet.
Es folgt eine gut vierminütige Pause, während der die Kamera starr auf den geschlossenen Vorhang gerichtet ist und das Orchester einige der vorherigen Songs wiederholt.
Im zweiten Teil der Show tritt unter anderen ein Corps de Ballet mit der Nummer The Dance of the Sea auf, bei dem Buster Keaton eine komische Einlage liefert, ohne jedoch eine Dialogzeile zu haben. Später im Verlauf geben Norma Shearer und John Gilbert sowohl eine klassische Version von William Shakespeares Balkonszene aus Romeo und Julia als auch eine Fassung in moderner Sprache. Die Szene ist in einem frühen 2-Farbentechnicolor gedreht. Cliff Edwards ist mit seiner Version von Singin’ in the Rain zu sehen. Der Film endet mit einer gewaltigen Revueszene, in der alle Darsteller zu den erneuten Klängen von Singin' in the Rain in Technicolor um eine Nachbildung der Arche Noah tanzen, singen und musizieren.

## Hintergrund
Seit Mitte 1928 war klar, dass die Innovation des Tonfilms keine temporäre Erscheinung war, sondern die gesamte Filmindustrie dauerhaft revolutionieren würde. Bis dahin hatten sich die beiden größten Filmstudios Paramount Pictures und Metro-Goldwyn-Mayer noch abwartend gezeigt, um jetzt massiv in den neuen Trend zu investieren. Für die Studios stellten sich etliche Probleme. Zum einen waren die Investitionen in die notwendige Technik kostspielig. Es mussten nicht nur die Aufnahmeräume im Studio selber geschaffen werden, sondern nach und nach auch die Kinos umgerüstet werden.
Gleichzeitig wurde nach einer Lösung gesucht, wie möglichst viele Stars gleichzeitig ihr Tonfilmdebüt geben könnten, ohne dass für jeden Schauspieler ein eigener Film gedreht werden musste. Die Lösung ging auf Irving Thalberg zurück, der auf die Idee kam, eine klassische Bühnenshow, die aus vielen kleinen Episoden und Gesangsnummern bestand, zu verfilmen. Die einzelnen kurzen Segmente erlaubten es, ohne viele Probleme, nahezu alle Stars des Studios in einem Film zu präsentieren. Für MGM ergab sich aus dem Konzept jedoch ein Problem. Greta Garbo, die in den letzten Jahren zu Ruhm gekommen war, hatte einen Vertrag, gemäß dem die Schauspielerin grundsätzlich allein über dem Titel zu nennen war. Nur wenn ihr ein männlicher Co-Star von vergleichbarem Rang an die Seite gestellt wurde, durfte auch dieser Star neben Garbo über dem Titel angekündigt werden. Die gleichberechtigte Nennung eines weiblichen Stars war damit ausgeschlossen. Die Darstellerriege der Hollywood Revue umfasste jedoch nahezu jeden männlichen und weiblichen Star von MGM, was im Rahmen der Ankündigung einen unlösbaren Widerspruch zum Vertrag von Greta Garbo auslöste. Der andere große Star, der keinen Auftritt hatte, war Ramón Novarro, der zum Zeitpunkt der Dreharbeiten noch einen zu starken mexikanischen Akzent aufwies.
Der Erfolg von The Hollywood Revue of 1929 löste eine ganze Welle von Nachfolgefilmen aus, in denen die einzelnen Filmstudios ihre gesamten Starmannschaft auftreten ließen. Fox brachten Ende 1929 Happy Days in den Verleih, Paramount konterte mit Paramount on Parade und Warner Brothers drehten The Show of Shows. Universal Studios schließlich brachte Mitte 1930 King of Jazz heraus. Das Konzept war zunächst nur kurzlebig und bereits Mitte 1930 stellte MGM die Dreharbeiten zu The Hollywood Revue of 1930 ein, als sich mit dem Genre des Musicals eine ernsthafte Konkurrenz etablierte. Während der Kriegsjahre erlebte die All-Star-Revue eine Renaissance. Ausgelöst durch Paramounts Star-Spangled Rhythm aus dem Jahr 1942 folgten andere Studios mit Filmen wie Hollywood Canteen, Thank Your Lucky Stars oder The Ziegfeld Follies of 1946.
In Österreich wurde der Film im April 1930 unter dem Titel Metro-Hollywood-Revue 1930 erstaufgeführt.
Joan Crawford, die in dem Film ihr Tonfilmdebüt gab, war mit sich und ihrer Darstellung zufrieden, wie sie Jahrzehnte später gegenüber Roy Newquist befand:

„[…] eines dieser Lasst-uns-alle-Stars-in-ein-Musical-pressen Dinger, doch ich hatte eine gute Tanz-und-Gesangsnummer.“

## Kinoauswertung
Mit Herstellungskosten von 426.000 US-Dollar war The Hollywood Revue of 1929 eine durchschnittlich teure Produktionen des Studios für das Jahr. Der Film kam auf dem Höhepunkt der Talkie Craze, dem Run des Publikums auf Tonfilme, in den Verleih und spielte allein in den USA 1.517.000 US-Dollar und auf dem Weltmarkt noch einmal über 894.000 US-Dollar ein, was einem kumulierten Einspielergebnis von 2.421.000 US-Dollar und einen Gewinn von 1.135.000 US-Dollar entsprach.

## Kritiken
Eleanor Barnes fand in der Los Angeles News wohlwollende Worte für Joan Crawford:

„Joan Crawfords Popularität unter den Jugendlichen ist verständlich. Joan repräsentiert den Geist der Jugend.'“

## Auszeichnungen
The Hollywood Revue of 1929 erhielt bei der Oscarverleihung 1930 (April) eine Nominierung in der Kategorie
- Bester Film